# Paravelleda nyassana
Paravelleda nyassana är en skalbaggsart som beskrevs av Stefan von Breuning 1936. Paravelleda nyassana ingår i släktet Paravelleda och familjen långhorningar.
Artens utbredningsområde är Malawi. Inga underarter finns listade i Catalogue of Life.